# Mackenzie Ziegler
Mackenzie Frances Ziegler (Pittsburgh, Pensilvania; 4 de junio de 2004) es una cantante, bailarina, actriz y modelo estadounidense. Es conocida por haber aparecido durante seis años en el programa de telerrealidad de danza de la cadena Lifetime, Dance Moms.
En 2018 lanzó su álbum debut Phases. En 2017 y 2018, Ziegler se embarcó en Australia y Nueva Zelanda en una gira de danza junto a su hermana, la también bailarina Maddie Ziegler. También se unió al cantante Johnny Orlando para realizar conciertos en Norteamérica y Europa. Ha modelado notablemente para Ralph Lauren, entre otras marcas.
Además de Dance Moms, Ziegler ha aparecido en otros programas de televisión, incluyendo Nicky, Ricky, Dicky & Dawn (2015 y 2017). En 2018, protagonizó la serie  Total Eclipse. También participó en Dancing with the Stars: Juniors y tendrá el papel de Dorothy en la adaptación teatral de The Wonderful Winter of Oz, en Pasadena, California.

## Primeros años
Ziegler nació en Pittsburgh, Pensilvania y creció en Murrysville, Pensilvania. Sus padres, Melissa Ziegler-Gisoni y Kurt Ziegler, se divorciaron cuando ella tenía 6 años después de quedar en bancarrota en 2009. Su madre se casó con Greg Gisoni en 2013. Ziegler tiene una hermana mayor, Maddie, quien es bailarina y actriz, como también dos medio-hermanos, Ryan y Tyler, y dos hermanastros, Matthew y Michelle, por parte de su padrastro.
Comenzó a bailar en la Abby Lee Dance Company en Pittsburgh a la edad de dos años. Con dicha compañía, ganó títulos en competiciones de baile.Ziegler fue educada en el hogar.

## Carrera

### 2011–2016:Dance MomsyMack Z
Ziegler apareció por primera vez en un programa de televisión en 2011 en el programa de telerrealidad de Lifetime, Dance Moms, junto a su madre y hermana. En 2016, los Ziegler dejaron el programa tras seis temporadas para seguir proyectos individuales. Ziegler también apareció en el programa hermano de Dance Moms', Abby's Ultimate Dance Competition y Abby's Studio Rescue.
En 2014, Ziegler lanzó su álbum debut Mack Z. El álbum fue #1 en la lista pop de iTunes, como también #7 en la lista de ventas de álbumes en iTunes de todos los géneros. El video musical para el sencillo principal, "Girl Party", también llegó al #1 puesto en dicha lista. El video ha sido visto más de 82 millones de veces. Más tarde ese año, los videoclips de "Shine" y "Christmas All Year Long" fueron estrenados. Continuó lanzando sencillos y videoclips bajo el nombre de Mack Z en 2015 y 2016.En 2014, Ziegler y su hermana lanzaron una edición limitada de su línea de ropa, The Maddie & Mackenzie Collection, a través de Mod Angel.
En 2015, Ziegler hizo su debut en la actuación en la serie de Nickelodeon, Nicky, Ricky, Dicky & Dawn y apareció en un comercial de WowWee junto a su hermana. Ha aparecido en programas como The Today Show, The View y Good Day New York. Regresó a Nicky, Ricky, Dicky & Dawn en enero de 2017 en el episodio "Keeping Up with the Quadashians". En 2015, Ziegler desfiló para Ralph Lauren en Nueva York. Ese mismo año apareció en una campaña de la revista Glamour. En 2016, ella y su hermana Maddie fueron el rostro de la campaña Clean & Clear.

### 2016–2017: Música y tour
En noviembre de 2016, Ziegler lanzó su primer sencillo bajo su nombre, un dueto con el cantante Johnny Orlando, titulado "Day & Night". El video de dicha canción fue lanzado el 21 de diciembre de 2016, y ha sido visto más de 24 millones de veces. En abril se 2017, lanzó otro sencillo, "Monsters (AKA Haters)". El video oficial cuenta con 20 millones de vistas. Entre 2017–2018, Ziegler y Orlando presentaron su gira Day & Night a través de Norteamérica y Reino Unido. Su video de 2017, "Breathe", ha sido visto  25 millones de veces, y el video de su dueto de 2018 junto a Orlando, "What If", más de 17 millones de veces.
Ziegler fue el rostro de la colección de primavera 2016 de Polo Ralph Lauren y fue nombrada embajadora de la línea de ropa para chicas, Emily West, en 2017.En otoño de 2016, Ziegler lanzó una línea de camisetas llamada Tee4Too. En 2016, Ziegler colaboró con TurnBoard para lanzar Kenzie Ziegler TurnBoard.En 2017 y 2018, Ziegler colaboró para diseñar ropa de baile junto a Justice. Justice también colaboró con ella en el video d euna canción, "Teamwork", una campaña anti-bullying. El video ha sido visto más de 22 millones de veces en YouTube.
Ziegler y su hermana llevaron a cabo una gira por Australia en enero de 2017. Ziegler figuró en un anuncio de danza de 2017 para General Electric. Una segunda gira por Australia se llevó a cabo en 2018.

### 2018–presente:Phases, Total EclipseyDancing with the Stars Juniors
En 2018, Ziegler hizo el papel principal de Cassie, en las temporadas 1-5 de la serie Total Eclipse. También es productora ejecutiva en el programa.En febrero de 2018, Ziegler y su hermana apareciefon en el canal de Youtube, The Slow Mo Guys.Apareció en la portada de la edición abril/mayo 2018 se Girls' Life. Ziegler lanzó un libro de autoayudo en 2018, titulado Kenzie's Rules for Life: How to be Happy, Healthy, and Dance to Your Own Beat. El libro fue N. 7 en la lista de Publishers Weekly de los libros más vendidos de no-ficción juvenil.En otoño 2018, Ziegler lanzó su propia línea de cosméticos, "Love, Kenzie".
Ziegler también es concursante en el programa Dancing with the Stars: Juniors en 2018.En 2018, publicó su álbum de estudio, esta vez bajo su nombre real, el cual lleva el nombre de Phases. Ziegler lanzó su canción "Wonderful" en Dancing with the Stars. Ziegler hará el papel de Dorothy en la adaptación teatral, The Wonderful Winter of Oz, en Pasadena, California, junto a Phil LaMarr, Marissa Jaret Winokur y Kermit the Frog. A mediados de 2019, Ziegler firmó con Arista Records y realizó una gira por Estados Unidos como telonero de PrettyMuch.Ella interpreta al personaje principal de una película animada, estrenada en los EE. UU. en noviembre de 2019 con el título estadounidense Ice Princess Lily, sobre una princesa de hielo que se hace amiga de un dragón para derrotar al malvado muñeco de nieve que gobierna su tierra.
Ziegler y su hermana fueron jueces invitadas en 2020 en el programa de competencia de baile de Quibi Floored.Hizo un dueto con Sia en su canción "Exhale", lanzada en junio de 2020. En 2020-2021, Ziegler compitió en el spin-off de The Masked Singer, The Masked Dancer, como "Tulip", terminando en tercer lugar.En 2023, ella y su hermana lanzaron una colección de moda para el regreso a clases con American Eagle Outfitters.

## Premios
Ziegler fue nominada al Teen Choice Awards 2016 como la Muser Elegida, y ganó el mismo premio en 2018. Fue nominada a Bailarina Favorita de menos de 17 años en los Industry Dance Awards 2017. Refinery29 la incluyó en su lista de 2017 de 29 jóvenes actores, cantantes y activistas "a punto de alcanzar el estrellato." Ese mismo año, Tiger Beat la nombró en su lista anual "19 por debajo de los 19". Ella también cuenta con 2 placas de YouTube(una de 100k y otra de 1 millón).

## Discografía
- Mack Z (2014) - como Mack Z
- Phases (2018)
- Biting my tongue (2024)

## Filmografía

### Televisión y películas
| Año       | Título                               | Rol              | Notas                                                                   |
| --------- | ------------------------------------ | ---------------- | ----------------------------------------------------------------------- |
| 2011–2016 | Dance Moms                           | Ella misma       | Elenco principal (temporada 1-6), serie de telerrealidad de TV Lifetime |
| 2011      | Dance Moms: Most Outrageous Moments  | Ella misma       | Elenco principal, película documental de TV                             |
| 2013      | Abby's Ultimate Dance Competition    | Ella misma       | Invitada 1 episodio, programa de TV                                     |
| 2013      | Dance Moms Christmas Special         | Ella misma       | Invitada, especial de TV Lifetime                                       |
| 2014      | The Today Show                       | Ella misma       | Invitada 1 episodio, programa de TV                                     |
| 2014      | Abby's Studio Rescue                 | Ella misma       | Invitada 1 episodio, programa de TV                                     |
| 2014      | Good Day New York                    | Ella misma       | Invitada 1 episodio, programa de TV                                     |
| 2015      | Dance Moms Slumber Party             | Ella misma       | Elenco principal película de TV                                         |
| 2015      | The Today Show                       | Ella misma       | Invitada 1 epispodio, programa de TV                                    |
| 2015      | Nicky, Ricky, Dicky & Dawn           | Lilly            | Invitada 2 episodios, serie de TV Nickelodeon                           |
| 2015      | The View                             | Ella misma       | Invitada 1 episodio, programa de TV                                     |
| 2016      | Dance Moms: The Girls' Guide to Life | Ella misma       | Elenco principal, miniserie de TV Lifetime                              |
| 2016      | So You Think You Can Dance           | Ella misma       | Invitada 1 3episodio, programa de TV                                    |
| 2017      | Nicky, Ricky, Dicky & Dawn           | Lilly            | Invitada 1 episodio, serie de TV Nickelodeon                            |
| 2018      | Dancing with the Stars               | Ella misma       | Invitada 1 episodio, serie de telerrealidad de TV                       |
| 2018      | Dancing with the Stars: Juniors      | Ella misma       | Participante, serie de telerrealidad de TV                              |
| 2019      | Celebrity Family Feud                | Ella misma       | Participante 1 episodio, programa de TV                                 |
| 2019      | Ice Princess Lily                    | Princesa Lily    | Protagonista, serie de TV (voz)                                         |
| 2020      | The Masked Dancer                    | Tulip/Ella misma | Participante, programa de TV                                            |
| 2021      | Let Us In                            | Ivy              | Protagonista, película                                                  |